# Kazuhito Tanaka
Pour les articles homonymes, voir Tanaka.
Kazuhito Tanaka (田中和仁, Tanaka Kazuhito), né le 16 mai 1985 à Wakayama, est un gymnaste artistique japonais.

## Biographie
Kazuhito Tanaka remporte aux Jeux olympiques d'été de 2012 à Londres, la médaille d'argent du concours général par équipes avec Ryōhei Katō, Yūsuke Tanaka, Kōhei Uchimura et Kōji Yamamuro.

## Palmarès

### Jeux olympiques
- Londres 2012
  -  médaille d'argent au concours général par équipes.
  - 4e aux barres parallèles.
  - 6e au concours général individuel.

### Championnats du monde
- Tokyo 2011
  -  médaille d'argent au concours général par équipes.
- Rotterdam 2010
  -  médaille d'argent au concours général par équipes.
- Londres 2009
  -  médaille de bronze aux barres parallèles.
  - 4e au concours général individuel.